# Cercle Artistique et Littéraire de Charleroi
De Cercle Artistique et Littéraire de Charleroi (CALC) was een vereniging van beeldende kunstenaars die bestond van 1921 tot zeker na 1979. Dit is uitzonderlijk lang voor een kunstkring.
De vereniging richtte jaarlijks een salon in met werk van leden-kunstenaars. Alleen tijdens de oorlogsjaren was er een onderbreking. Zo was het salon van 1949 pas het 23ste. 
Leden waren onder meer : Georges Briquet, Gustave Camus, Fernand Carette, Anto Carte, Calixte Coisman, Edgar Dabremé, Aurélien Dehon, Charles De Wit, Edmond Dubru, Jos Grégoire, Andrée Heupgen, Armand Huon, Albert Mascaux, Jean Maucourant, Auguste Mulliez, Henri Poppe, Jean Ransy, Paul-Emile Renard, Henri Spitsaert, Marguerite Stekke, Raymond Sterck, Emile Tainmont, Fernand Thon, Germaine Tillier, Jacques Tillier, Georges Vandenbosch, Fernand Verhaegen en Louis Wuillem. 
Enkele van hun jaarlijkse salons gingen gepaard met “hommages” aan bekende kunstenaars : 
- 1947  :Rik Wouters
- 1948 : Henri Evenepoel
- 1949 : James Ensor
- 1953 : Gustaaf De Smet en de Spaans-Franse Maria Blanchard (1881-1932)
- 1959 : Louis Wuillem
- 1972 : Willem Delsaux